# آن بریان
آن بریان (انگلیسی: Anne Briand؛ زادهٔ ۲ ژوئن ۱۹۶۸) ورزشکار دوگانه اهل فرانسه بود.